# Paralonectes merriami
Il paralonette (Paralonectes merriami) è un rettile acquatico estinto, appartenente ai talattosauri. Visse nel Triassico inferiore (Olenekiano, circa 248-245 milioni di anni fa) e i suoi resti fossili sono stati ritrovati in Nordamerica (Columbia Britannica, Canada).

## Descrizione
Questo rettile è noto per alcuni esemplari frammentari, sufficienti però a ricostruire l'aspetto dell'animale. Come gli altri talattosauri, anche Paralonectes possedeva un corpo moderatamrnte allungato e dotato di una lunga coda, appiattita lateralmente. Il cranio era piuttosto specializzato: rispetto a quello degli altri talattosauri era relativamente corto e alto, ma come altre forme del gruppo la mascella era dotata di denti a punta arrotondata, mentre la premascella possedeva denti acuminati e sporgenti. La mandibola era piuttosto robusta (anche se non spessa come quella dell'analogo Agkistrognathus) e anch'essa possedeva denti globosi posteriori e acuminati nella zona anteriore. Le narici erano arretrate e molto grandi, al contrario di forme come Clarazia, Hescheleria e Thalattosaurus.
I fossili di Paralonectes sono molto importanti perché hanno permesso di ricostruire per la prima volta la natura della disposizione dei denti nelle mascelle. Vari studiosi, in passato, ritenevano che i denti dei talattosauri fossero di natura acrodonte (cioè che emergessero direttamente dall'osso), tecodonte (ovvero infissi in apposite “teche”) o pleurodonte (fissati con la base e con un lato ad una sporgenza della superficie interna dell'osso). Parte dell'osso mascellare del fossile di Paralonectes è stato eroso e ha messo in luce i denti, dotati di profonde radici e posizionati nelle “teche”. La crescita ossea ha però fuso le teche alle radici dei denti in modo tale che i denti maturi apparissero un tutt'uno con l'osso (come nei denti acrodonti). Un simile tipo di disposizione dei denti è nota anche in altri rettili (ad esempio i rincosauri) ed è conosciuta come “anchilotecodonte” (Chatterjee, 1974).

## Classificazione
I resti fossili di Paralonectes provengono dalla Sulphur Mountain Formation nella Columbia Britannica (Canada), dove sono stati ritrovati altri resti di talattosauri come Thalattosaurus e Agkistrognathus, e sono stati descritti per la prima volta nel 1993. Paralonectes sembrerebbe essere stato una forma specializzata all'interno del gruppo, all'interno della famiglia dei talattosauridi. Si suppone che questo animale fosse basale a forme ancor più specializzate come Clarazia, Hescheleria e Thalattosaurus.

## Paleoecologia
Paralonectes era probabilmente un nuotatore che viveva lungo la costa (il nome Paralonectes deriva dal greco paralos, “costa”, e nektes, “nuotatore”), spostandosi grazie ai movimenti sinuosi della lunga coda appiattita. La dentatura “mista” (denti anteriori appuntiti e sporgenti, denti posteriori più arrotondati) indica che probabilmente Paralonectes si cibava di animali come molluschi dal guscio duro, che venivano staccati dal fondo e triturati.